# Iglesia presbiteriana (Estados Unidos)

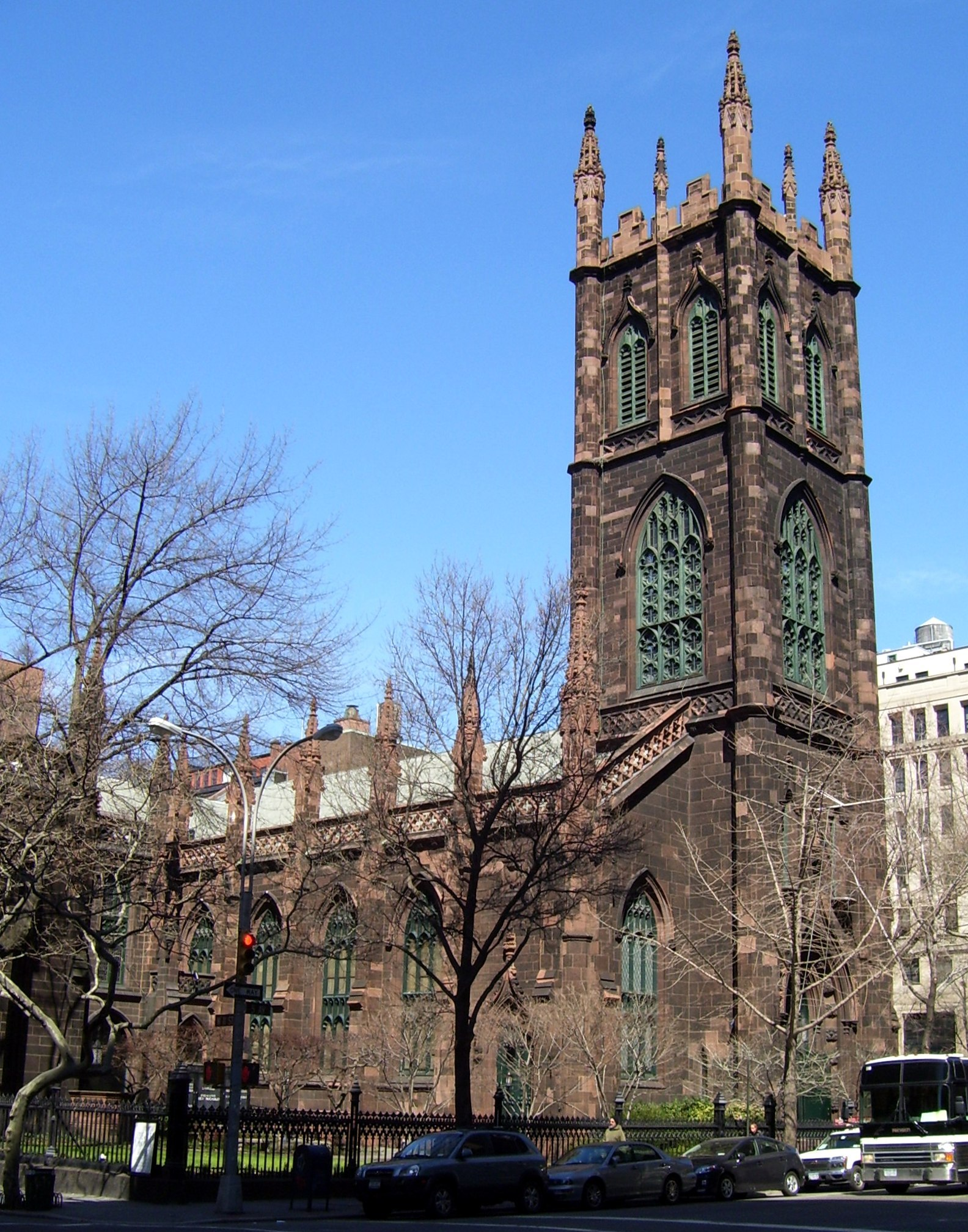
Primera iglesia presbiteriana en Manhattan, NYC

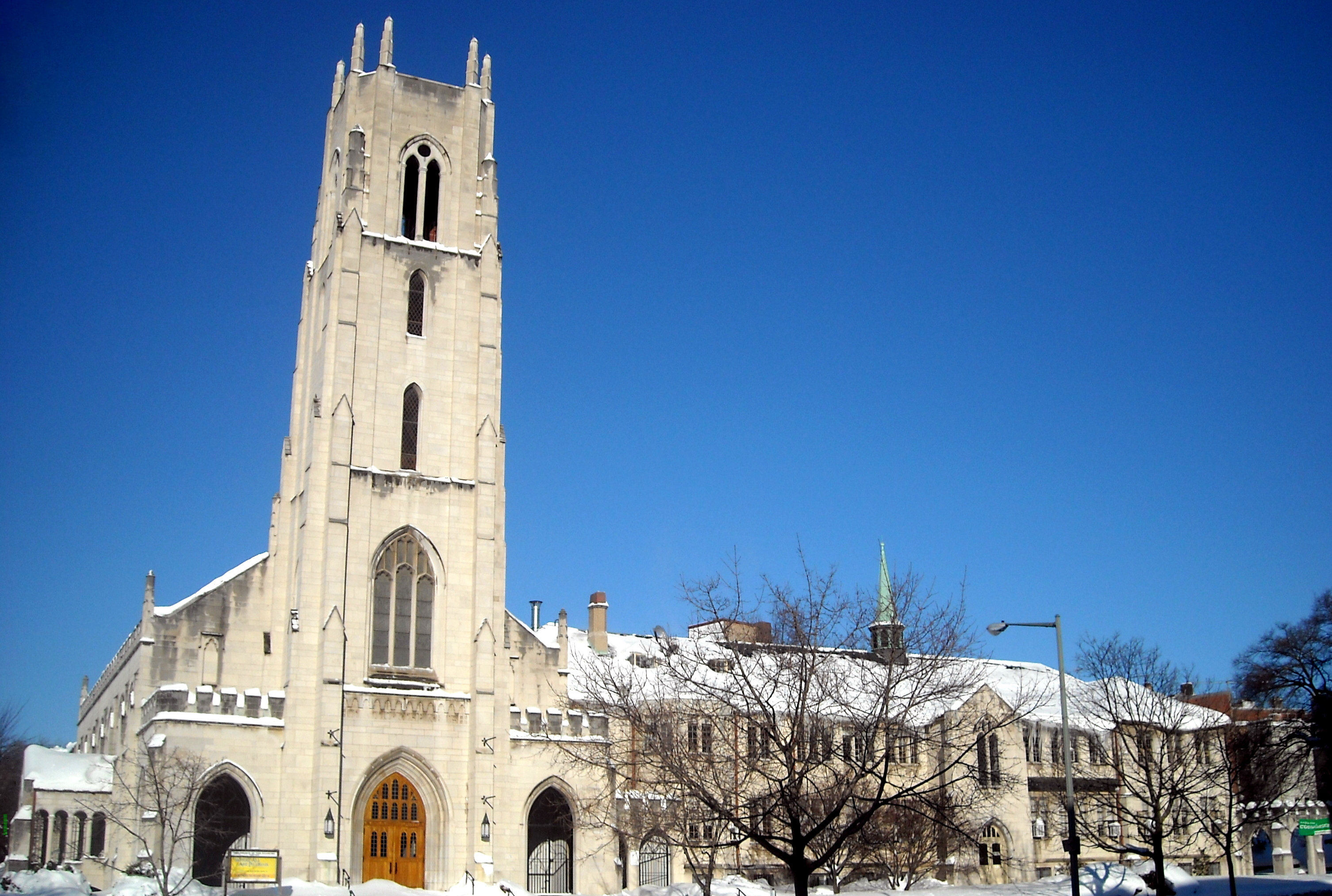
Iglesia de los peregrinos (1928) en Washington D. C.

La Iglesia Presbiteriana (Estados Unidos), abreviada como PCUSA, es una denominación protestante tradicional en Estados Unidos. Es la denominación presbiteriana más grande del país, conocida por su postura liberal en cuanto a la doctrina y por la ordenación de mujeres y miembros de la comunidad LGBT como ancianos y ministros. La Iglesia Presbiteriana (Estados Unidos) se fundó en 1983 tras la fusión de la Iglesia Presbiteriana de los Estados Unidos, cuyas iglesias se ubicaban en los estados del sur y fronterizos, con la Iglesia Presbiteriana Unida de los Estados Unidos de América, cuyas congregaciones se encontraban en todos los estados.
La denominación tenía en 2022 unos 1.140.665 miembros activos y 18.160 ministros ordenados en 8.705 congregaciones

## Teología
Con una orientación mayoritaria, su teología es una combinación de presbiterianismo de la vieja y la nueva escuela con influencias de movimiento confesional, neo-ortodoxo, iglesia baja, Barthiana, ecumenismo, neo-evangélica, progresista, de izquierda cristiana, de cristianismo feminista y algunas influencias, de la teología liberal.

## Controversias
La iglesia PCUSA ha pasado por diversas pruebas y controversias que han originado la separación de pastores, reverendos, feligreses que han dado como origen otras denominaciones presbiterianas. Entre tales controversias se pueden mencionar: la homosexualidad, en el año 2014, esta denominación votó por la aprobación del matrimonio de sexo igualitario en la jurisdicciones permitidas de EE. UU., boicoteo en la situación Israel-Palestina desde el año 2004, lo cual creó disensiones entre los creyentes y fricciones con las comunidades judías, siendo esta política catalogada en algunos casos como antisemita.

## PCUSA y la Operación Reconquista Protestante
La operación reconquista protestante es un movimiento a largo plazo de cristianos creyentes de la Biblia en las denominaciones prestantes principalmente históricas que "reconocen que la denominación se ha alejado de la fe cristiana histórica", luchado por rescatar las iglesias a la fe verdadera y avivarlas.
Cabe destacar que el 31 de octubre de 2023, a 506 años de la reforma protestante iniciada por la publicación de 95 tesis contra la iglesia católica por el alemán Martín Lutero, se publicó las 95 tesis en contra de la PCUSA.